# Process o tryokh millionakh
Process o tryokh millionakh é um filme de comédia soviético de 1926 dirigido por Yakov Protazanov.

## Enredo
O banqueiro Ornano decide vender sua casa e deixar a cidade para fazer uma nova especulação. De repente ele recebe uma carta, segundo a qual são três milhões na casa, e o banqueiro vai para lá, encontrando lá o aventureiro Cascarilla e o ladrão Tapioca.

## Elenco
- Olga Zhizneva como Noris Ornano
- Nikolai Prozorovsky como Guido
- Vladimir Fogel
- Daniil Vvedenskiy
- Aleksandr Glinsky
- Vladimir Mikhaylov
- Marc Ziboulsky
- Boris Shlikhting
- Mikhail Yarov
- Serafima Birman
- Olga Bobrova